# 杜瓦 (旺代省)
杜瓦（法語：Doix）是法国卢瓦尔河地区大区 旺代省的一个旧市镇，位于该省东南部，属于丰特奈勒孔特区。该市镇2009年时的人口 为956人。
杜瓦已于2016年1月1日起和相邻的枫丹合并成为杜瓦累枫丹（法語：Doix lès Fontaines），并成为政府驻地。

## 人口
杜瓦人口变化图示
| 数据来源：INSEE |